# Fairey Swordfish
De Fairey Swordfish was een Britse torpedobommenwerper uit de jaren dertig, die tijdens de Tweede Wereldoorlog in gebruik was bij de Fleet Air Arm van de Royal Navy. Hij werd gebouwd door de Fairey Aviation Company en werd door de bemanningen ook wel stringbag (netzak) genoemd omdat hij een heel divers gamma aan uitrusting kon dragen, zoals een boodschappentas.
Het toestel was in 1939 al verouderd, maar bereikte toch nog enkele noemenswaardige resultaten, waaronder de vernietiging van de Regia Marina (Italiaanse Marine) tijdens de Slag van Tarente (1940) - de eerste zeeslag die uitsluitend met vliegtuigen werd gevoerd - en het uitschakelen van de Bismarck (1941). Hij werd vooral ingezet als vlootaanvalsvliegtuig, maar tijdens de latere jaren werd hij ook gebruikt tegen onderzeeërs en voor trainingen. De Swordfish bleef aan het front in Europa tot het einde van de oorlog.

## Ontwerp en ontwikkeling
De Swordfish werd ontworpen toen er vraag kwam naar een torpedobommenwerper die ook een rol als verkenner kon uitvoeren. Het prototype maakte op 17 april 1934 zijn eerste vlucht. Het was een grote tweedekker met een metalen frame overdekt met stof, en inklapbare vleugels voor gebruik op een vliegdekschip. In 1935 werd een order geplaatst en in 1936 kwam het toestel in dienst, waarbij het de Fairey Seal verving in de torpedobommenwerperrol.
In 1939 had de Navy 13 squadrons uitgerust met de Swordfish Mk.I. Er waren ook groepen met de Swordfish op drijvers, voor het gebruik op schepen met een katapult.
De Swordfish vloog ook vanaf omgebouwde koopvaardijschepen. Drie van deze schepen voeren onder de Nederlandse vlag met het 860e (Dutch) Squadron.

## Operationele geschiedenis
Het primaire wapen was de torpedo, maar de lage snelheid van de tweedekker en de behoefte aan een lange rechte aanvliegroute maakten het lastig om zwaar verdedigde doelen aan te vallen. Toch boekte de Swordfish mooie successen in de Slag van Tarente, waarbij drie Italiaanse slagschepen tot zinken werden bracht. De succesvolle aanval op Taranto zou een bron van inspiratie zijn geweest voor de Japanse aanval op Pearl Harbor. De Swordfish vloog ook anti-scheepsmissies vanaf Malta.
In mei 1941 was een Swordfish-aanval vanaf de HMS Ark Royal essentieel bij het uitschakelen van het Duitse slagschip Bismarck. De lage snelheid werkte hier in het voordeel omdat de automatische richtmechanismen van de Duitsers het vliegtuig veel te snel inschatten waardoor alle granaten ver voor het vliegtuig explodeerden. Ze vlogen ook zo laag dat het Duitse FLAK-geschut ze niet konden raken. Twee torpedo's raakten doel, waarvan één het roer van de Bismarck uitschakelde. Oppervlakteschepen brachten het schip 13 uur later tot zinken.
De problemen met het vliegtuig werden duidelijk in februari 1942 toen een aanval op Duitse slagkruisers tijdens de Channel Dash resulteerde in het verlies van alle vliegtuigen. Met de ontwikkeling van nieuwe torpedobommenwerpers werd de hoofdtaak van de Swordfish het uitschakelen van vijandelijke onderzeeërs door middel van dieptebommen. De lage overtreksnelheid en het sterke ontwerp maakten het toestel ideaal om ingezet te worden vanaf koopvaardijschepen. Swordfish vliegtuigen hebben 14 U-boten tot zinken gebracht. De Swordfish zou worden vervangen door de Fairey Albacore, eveneens een tweedekker, maar ging langer mee dan zijn beoogde opvolger. Uiteindelijk werd hij vervangen door de Fairey Barracuda-eendekker.

## Varianten
Swordfish
Eerste productieserie
Swordfish I
Uitgerust met drijvers
Swordfish II
Versie met onderste vleugels van metaal, zodat raketten meegenomen konden worden, geïntroduceerd in 1943
Swordfish III
Versie met radar, 1943
Swordfish IV
Laatste serie versie gebouwd met dichte cabine voor Canada